# Тюиль
Тюиль (фр. Tuile) — французское печенье или вафли, обычно дугообразной формы, чаще всего готовится из теста, но может готовиться также и из сыра, и подается как дополнение к другим блюдам, в декоративных целях. Его часто добавляют в качестве украшения к десертам, таким как панна котта, или используют в качестве съедобных чашек для сорбета или мороженого.
Тюиль — французское слово, обозначающее плитку или черепицу.

## Приготовление
Тюиль — это тонкие печенья, названные по сходству своей формы с черепицей, которой выстилают крыши французских загородных домов, особенно в Провансе. Чтобы получить изогнутую форму, тюиль обычно делают на изогнутой поверхности, такой как винная бутылка или скалка. Во Франции также продаются формы для тюиль. Печенья должны быть изогнуты, пока они горячие; в противном случае они потрескаются и сломаются. Тюиль также можно оставить плоскими после выпечки. Тесто для тюиль состоит из сахара, муки, растопленного масла и иногда яичных белков. Современные рецепты включают множество вариантов теста и вкусов, таких как ваниль, какао, миндаль, апельсин или мёд.

## Галерея

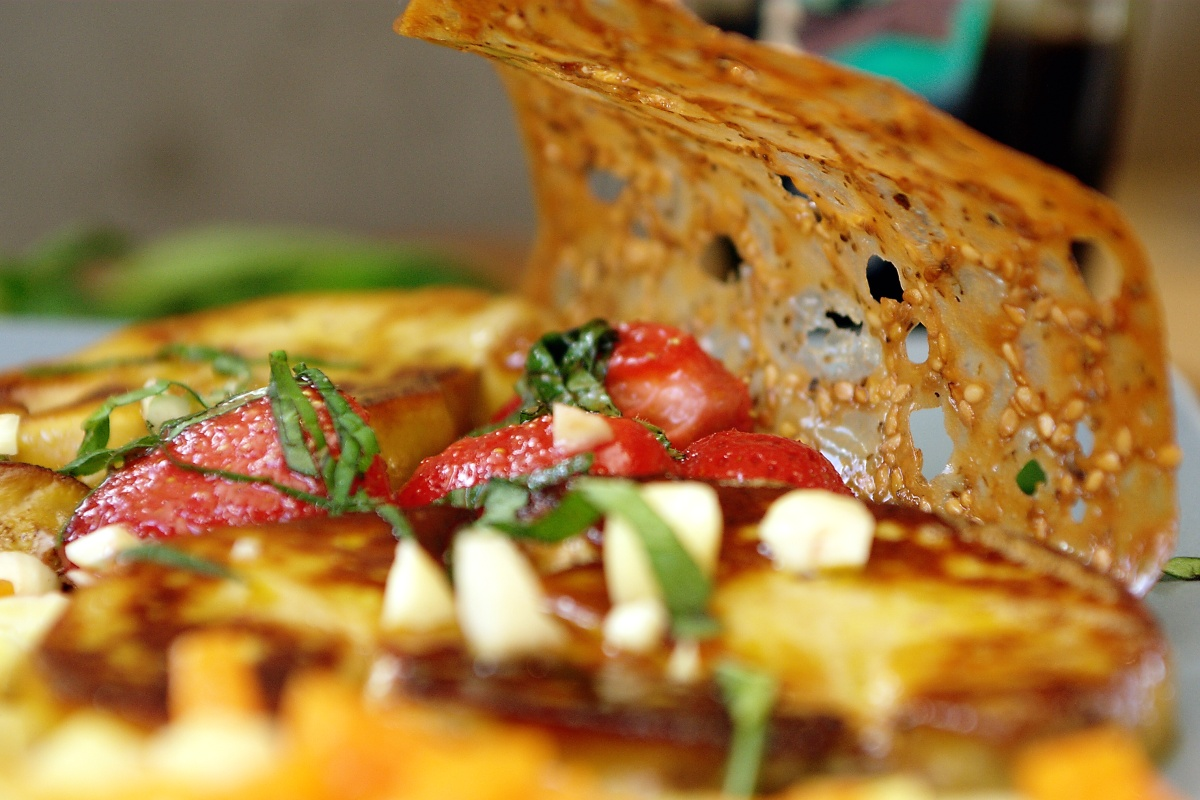
Тюиль с фуа-гра
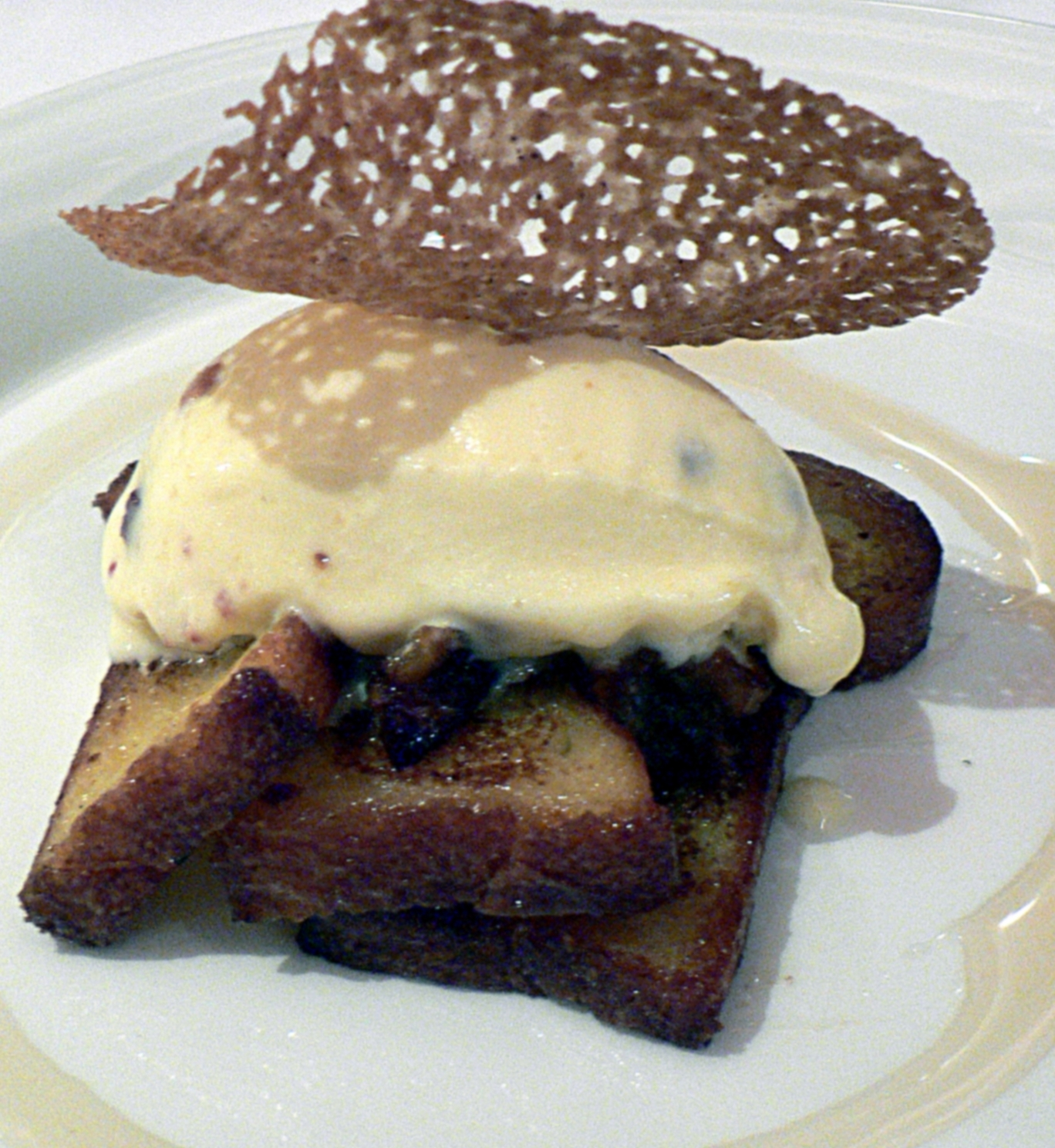
Тюиль со вкусом корицы, со сладкими гренками и мороженым с беконом
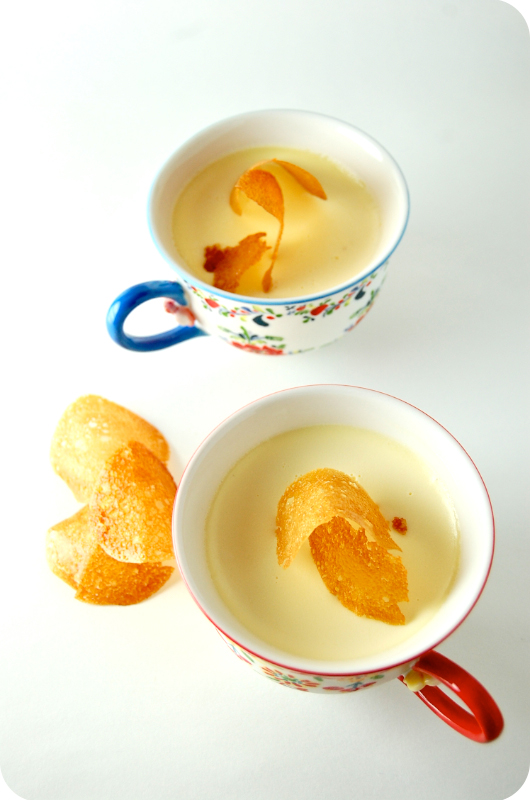
Медовый тюиль со сладкими сливками и имбирной панна-коттой